# スタンキー・フード

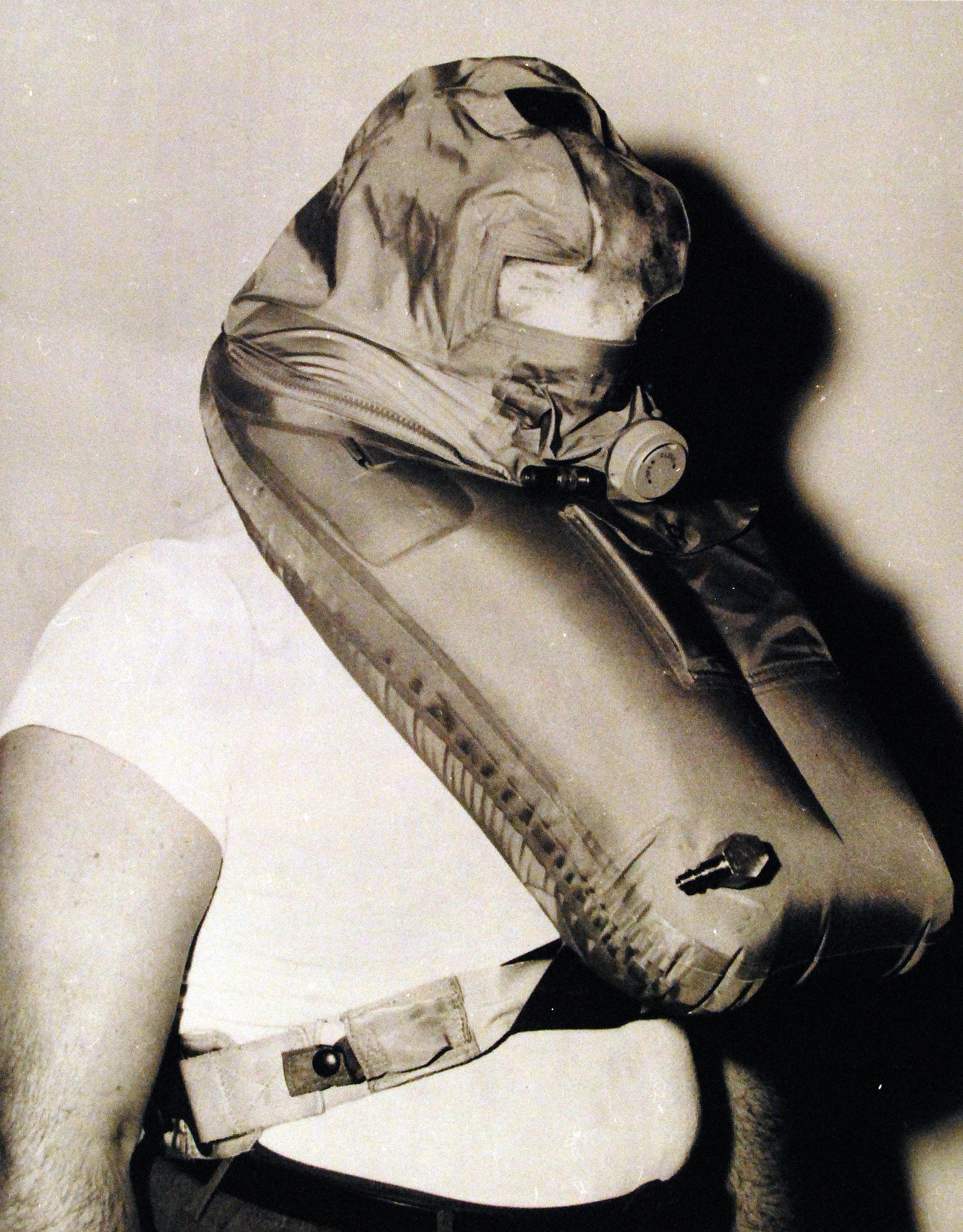
スタンキー・フード

スタンキー・フード（英語：Steinke Hood）は、沈没した潜水艦からの脱出時に着用する頭部を覆うフードを備えた膨張式ライフジャケットである。名前は、発明者のハリス・スタンキー中尉にちなむ。
1961年にUSSバラオからのテストに成功した。浮力上昇の補助となるように設計されていた。従来使用されていたマンセン・ラングに代わり、冷戦期を通じてアメリカ海軍のすべての潜水艦に標準装備された。2000年代後期に、アメリカ海軍はスタンキー・フードをSEIE（Submarine Escape Immersion Equipment)と呼ばれる脱出用イマーションスーツに置き換えた。